# Загальноосвітня школа № 13 (Кременчук)
Кременчу́цька ЗОШ І—ІІІ ступені́в № 13 — колишня загальноосвітня школа І—ІІІ ступенів № 13. Існувала з 1936 по 2013 роки. Навчання велось російською мовою. Будівля школи є пам'яткою архітектури.

## Історія
Школа заснована в 1936 році. Після закінчення Великої Вітчизняної війни одним з перших в місті було відбудовано приміщення цієї школи, де у 1950 році розмістили середню школу № 3, а у 1960-ті роки їй було призначено № 13.
З 2001 року було покращено матеріальну базу, зокрема було оснащено кабінет інформатики.
Депутати Кременчуцької міської ради на сесії 28 травня 2013 року більшістю голосів (38 із 48 присутніх, 8 депутатів не голосувало, 1 — проти, 1 — утримався) проголосували за закриття школи. Учнів та вчителів переведено до сусідньої 19-ї школи.
У приміщеннях 13-ї школи запропоновано розмістити суди — Автозаводський та Крюківський.

## Відомі випускники

Меморіальна дошка Омельяненку Костянтину

Меморіальна дошка Ткаченку Іллі Івановичу

У школі навчались з 1936 року по 1941 рік Герой Радянського Союзу Ілля Іванович Ткаченко; Костянтин Омельяненко, який повторив подвиг Олександра Матросова.

## Галерея

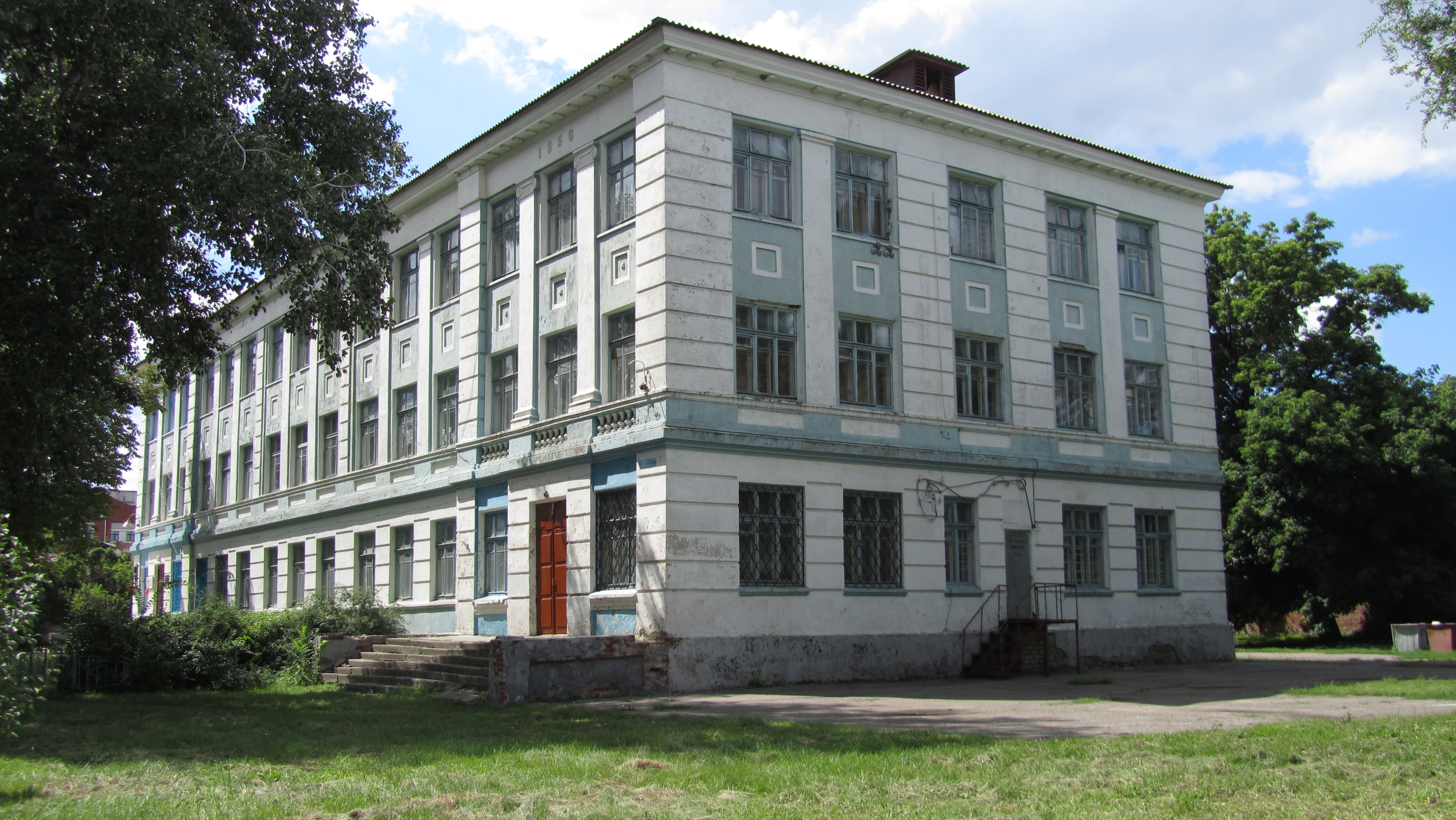
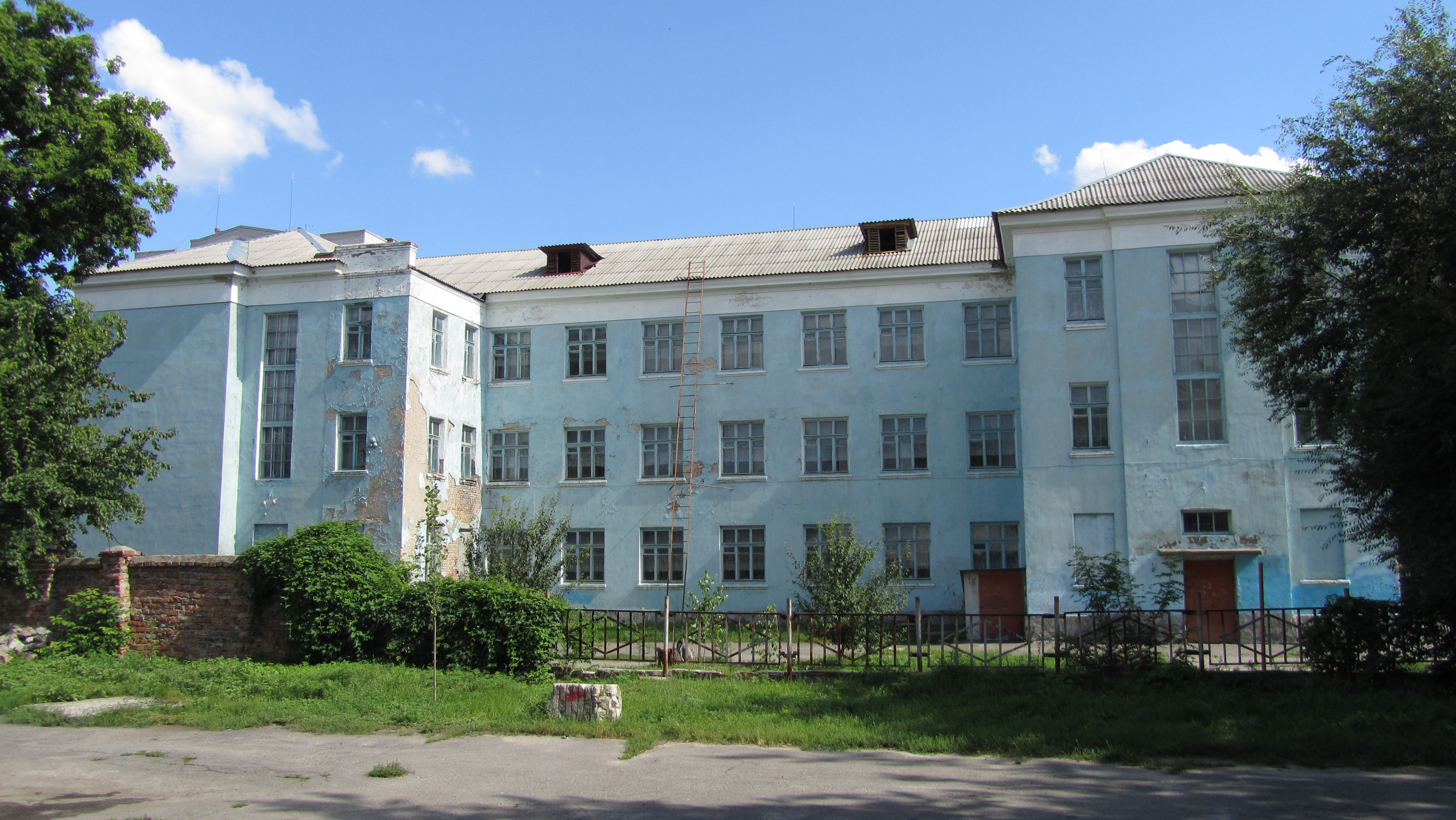